# レンズマメ

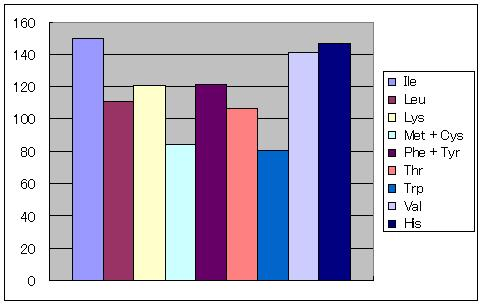
レンズマメのアミノ酸スコア

レンズマメ（学名: Lens culinaris）は、マメ科ヒラマメ属の一年草、およびその種子。和名は、ヒラマメ（扁豆）。
光学用途で使われる「レンズ」の語源は、このレンズマメであり、当初作成された凸レンズがレンズマメの形状に似ていたことからこの名前が付いた。

## 特徴
高さは40cmほどで、小さな豆果の中に種子が2個できる。種子は丸くて扁平な形であり、直径は4 - 9mmと幅がある。

花
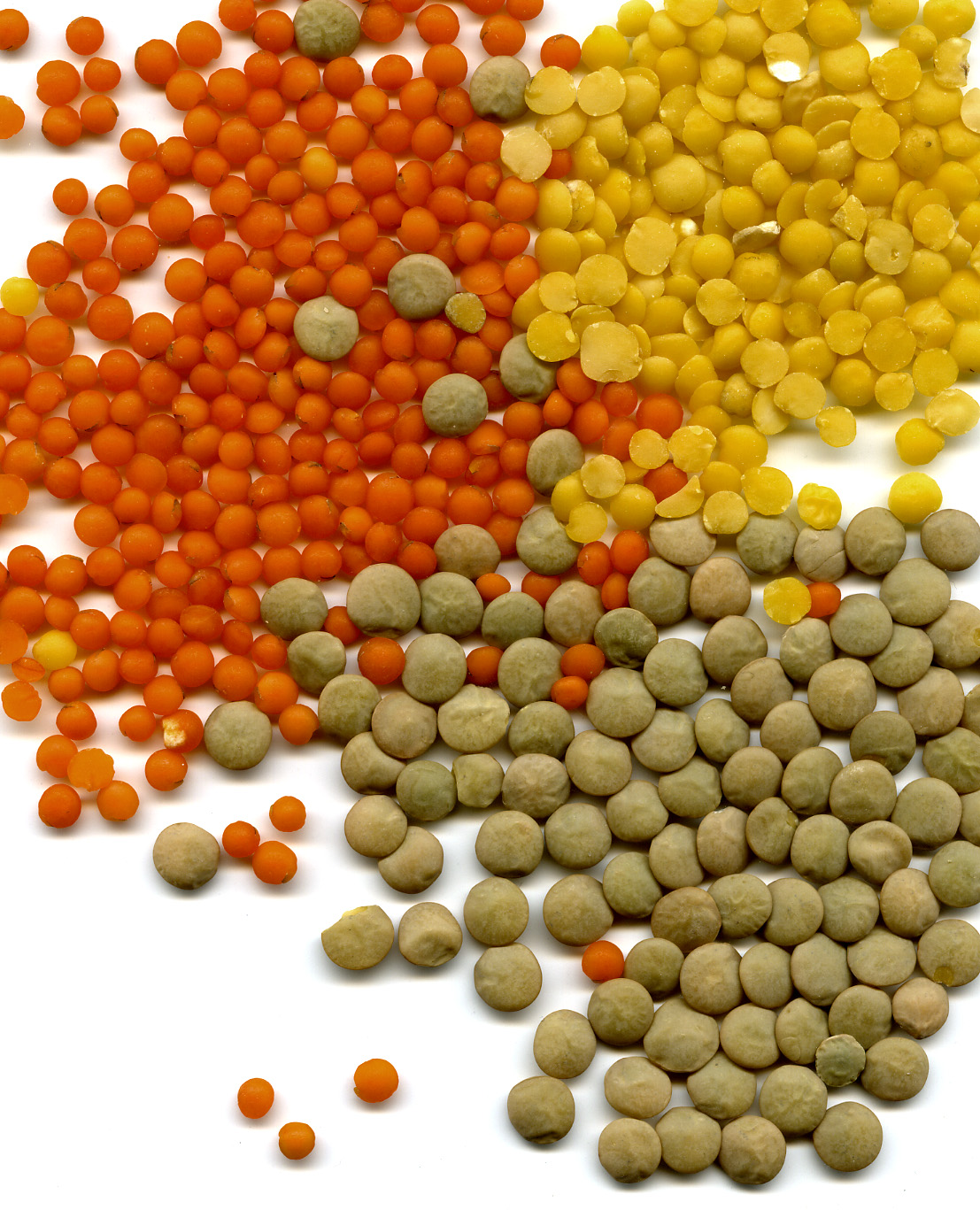
種子

## 分布
起源はメソポタミア地域で、徐々に西方のエジプト、ギリシャ、ローマへと伝わったと考えられている。コムギやオオムギ、エンドウ、ソラマメ、ヒヨコマメなどと同時に栽培化されたと考えられる。

## 利用
レンズマメは、人類が利用してきたマメの中で最古の部類に属する。その歴史は、新石器時代の紀元前8000年以上前、人類が初めて農耕を試みたメソポタミアまで遡る。紀元前7000年ごろに南西トルコやトゥルケスタンで栽培化されたと考えられており、紀元前6000年からは肥沃な三日月地帯で栽培され、ヒヨコマメやソラマメと並んで重要な食物となった。
旧約聖書創世記にも登場し、エサウは狩猟に失敗して飢えていた際に、弟ヤコブにレンズマメの煮物を食べさせてもらう代償に、その長子権を譲ったとされる。また、エジプトの紀元前2000年紀の墳墓におさめられたレンズマメが発掘されている。
古代ローマではソラマメが好んで食べられ、レンズマメは避けられた。ただし、古代ローマの料理書『アピキウス』にはレンズマメのメニューも掲載されている。レンズマメが避けられる傾向は中世ヨーロッパにおいても続いた。
現在では、カレーやスープ、煮込み料理など、インド料理やイタリア料理、フランス料理で使用される食材のひとつになっている。